# Lubomir Kavalek
Lubomir Kavalek (Praga, 9 agosto 1943 – Reston, 18 gennaio 2021) è stato uno scacchista statunitense di origine cecoslovacca, Grande maestro.

## Biografia
Campione della Cecoslovacchia nel 1962 e 1968, divenne Grande Maestro nel 1965 all'età di 22 anni.
Nel 1970, dopo essersi rifugiato per due anni in Germania Ovest, emigrò negli Stati Uniti, stabilendosi a Washington.
Partecipò a nove Olimpiadi degli scacchi (due volte con la Cecoslovacchia e sette con gli Stati Uniti), vincendo sei medaglie di squadra con gli Stati Uniti, tra cui un argento alle olimpiadi di Haifa 1976.
Vinse due volte il campionato statunitense: nel 1973 alla pari con John Grefe e nel 1978 da solo con 12/14 (con un punto di vantaggio sul 2º classificato James Tarjan).
Tra gli altri risultati i seguenti:
- 1965: =1º a Varna
- 1968: =1º ad Amsterdam;  =1º a Caracas
- 1971: 1º a Netanya
- 1974: =1º a Solingen con Leŭ Paluhaeŭski
- 1978: vince per 6,5-3,5 un match contro lo svedese Ulf Andersson
- 1981: vince il campionato tedesco open della Germania Ovest

Nel 1993 fece da secondo a Nigel Short nel match di campionato del mondo PCA contro Garri Kasparov. Subito dopo il match Kavalek e Short iniziarono una polemica a mezzo stampa sulle divergenze emerse tra di loro durante il match (vinto da Kasparov).
Raggiunse il massimo rating nel 1973 con 2626 punti Elo (25º posto al mondo).
Nel 1986 iniziò a curare la rubrica scacchistica del quotidiano The Washington Post.
È morto nel gennaio 2021 all'età di 77 anni a seguito di un tumore.